# بيتسبرغ تريبيون ريفيو
بيتسبرغ تريبيون ريفيو، (بالإنجليزية: Pittsburgh Tribune-Review)‏ هي ثاني أكبر صحيفة يومية تخدم مدينة بيتسبرغ بولاية بنسلفانيا في الولايات المتحدة. على الرغم من أنها انتقلت إلى صحيفة رقمية بالكامل في 1 ديسمبر 2016 ، إلا أنها لا تزال ثاني أكبر صحيفة يومية في الولاية ، مع ما يقرب من مليون مشاهدة صفحة فريدة في الشهر. تأسست في 22 أغسطس 1811 ، باسم جريدة جرينسبيرغ جازيت وفي عام 1889 دمجت مع جرينسبيرغ تريبيون ريفيو، كانت تُداول فقط في مقاطعات الضواحي الشرقية من ويستمورلاند وأجزاء من إنديانا وفاييت حتى مايو عام 1992، عندما بدأت في خدمة كل منطقة بيتسبرغ الحضرية بعد إضراب في صحيفتي بيتسبرغ اليومية.
كانت شركة تريبيون ريفيو للنشر مملوكة لريتشارد ميلون سكيف، وريث ثروة ميلون المصرفية والنفط والألمنيوم، حتى وفاته في يوليو 2014. كان سكيف ممولًا رئيسيًا للمنظمات المحافظة، بما في ذلك مشروع أركنساس. وبناءً على ذلك حافظت صحيفة تريبيون ريفيو على موقف تحريري متحفظ. بالإضافة إلى جريدتها الرئيسية، تنشر الشركة 17 صحيفة أسبوعية مجتمعية.